# 福西特漫画
福西特漫画（英語：Fawcett Comics）是福西特出版公司的子公司，曾是1940年代漫画的黄金时代时期最成功的几家漫画出版商之一。该漫画公司最受欢迎的角色莫过于惊奇队长（请莫将其与漫威漫画的同名角色相混淆），其真实身份是一名电台男孩记者比利·巴特森，当任何时候他说出名为“谢赞！”的魔咒时，他就会变身成一名英雄。
由福西特漫画出版的其他角色有：电视队长、霍帕隆·卡西迪、无敌宜必思、子弹侠与子弹女孩、间谍施马希尔、午夜队长、幻影之鹰、深红浅红先生、应召民兵、突击队员杨克和黄金射手。
除了比较出名的超级英雄漫画外，福西特亦于1950年代初出版了一些短命的恐怖漫画，这一系列刊名有：《该杂志闹鬼》、《当心！恐怖故事》、《恐惧世界》、《怪诞悬念故事》与《未知世界》。福西特的其他漫画类型有：青少年幽默漫画（《奥蒂斯与巴布丝》）、趣味动物漫画（《惊奇兔子霍皮》）、爱情漫画（《爱人》）、战争漫画（《士兵漫画》）与西部漫画（《六枪英雄拉什·拉鲁》）。福西特亦出品根据当代电影明星改编的漫画如《硬汉汤姆·米克斯》，以及根据午后场电视连续剧改编的漫画《丛林女孩尼卡》。随着福西特公司于1953年关闭了其漫画出版部门，全部漫画系列亦都终止了。

## 历史

该公司最受欢迎的角色惊奇队长

福西特出版始于1919年，创社杂志名叫《比利队长的呼啸爆炸》，随着其月联合发行量达一千万，它扩大成为一家大型期刊家族。该公司于1930年代末到1940年代初期间涉足到了美国激增的漫画出版业中。它最初进入漫画业的入场券是《激动漫画》（由作家比尔·帕克与艺术家C·C·贝克创作），那是一本被印出来作为垃圾桶印品的单期作品。其中的内容随后被重新加工（如将主角原名“霹雳队长”重命名为“惊奇队长”），并出版名为《惠兹漫画 #2》（1940年2月）。
除了贝克外，贡献于福西特漫画的艺术家团队成员亦包括了：阿尔·奥拉德、哈里·安德森、肯·巴尔德、菲尔·巴德、阿尔·拜尔、丹·巴里、约翰·贝尔菲、戴夫·伯格、杰克·宾德、阿历克斯·布鲁姆、鲍勃·博雅简, 鲍勃·巴茨、阿尔·卡雷诺、乔·塞尔塔、皮特·科斯坦萨、格雷·格邓肯、伦纳德·弗兰克、鲍勃·藤谷、提尔·古德森、雷·哈福德、约翰·乔丹、H·C·基弗、杰克·科比、安德烈·莱·布兰克、查尔斯·尼古拉斯、卡尔·费弗、马克·莱伯伊、皮特·里斯、埃德·罗宾斯、约翰·罗森伯格、库尔特·斯查芬伯杰、乔·西蒙、乔恩·斯莫尔、埃德·斯莫尔、杰克·斯帕林、约翰·斯普朗格、奇克·斯通、查尔斯·苏丹、马克·斯韦兹、本·汤普森、乔治·塔斯卡、比尔·沃德、克莱姆·韦斯贝克、伯特·惠特曼、鲁本·祖博夫斯基和尼克·祖拉夫。
由于惊奇队长与惊奇家族（其中包括小惊奇队长、惊奇玛丽和惊奇副官等）的冒险故事非常扣人心弦和异想天开，使其在销量上卖过了超人，其对国家漫画公司（即DC漫画的前身）的竞争使得后者坐立不安，于是对国家漫画公司控告了福西特漫画公司，称惊奇队长盗版了他们原始的着装超级英雄形象。国家期刊公司于1941年对福西特的版权申辩由于技术性细节而告吹；国家期刊公司亦未能把握住超人报纸漫画版权。
面对1950年代漫画市场的大量缩水，福西特漫画终止了出版并停当了连载（而福西特的非漫画出版部门其间则继续出版）。国家漫画公司于1953年胜了诉，这种做法在《疯狂漫画》早期的一讽刺作品中被恶搞。在由瓦利·伍德画的插画中讲述了一个讽刺故事：主人公“超诈欺人！”在与无赖超级英雄“大理石队长”的较量中大获全胜。在超诈欺人发现了大理石队长的方方面面都与自己异常相似后，他诱使大理石队长自己打向自己的脸，这乃是对福西特撤销其漫画部门的暗讽。
之后，福西特公司将许多已完成的故事与作品并一些漫画角色卖给了查尔顿漫画公司。福西特公司于1960年代重新恢复了漫画出版，但主要出版的是危险人物丹尼斯及与此类似的期刊。
DC漫画于1972年获得了惊奇队长与其相关角色的销售许可，并于1980年直接收购了这些角色。